# Departamento de Educación de los Estados Unidos
El Departamento de Educación de los Estados Unidos (en inglés: United States Department of Education; acrónimo: ED o DoEd) es un departamento a nivel de gabinete del gobierno federal de los Estados Unidos. Comenzó a funcionar el 4 de mayo de 1980, habiendo sido creado después de que el Departamento de Salud, Educación y Bienestar se dividiera en el Departamento de Educación y el Departamento de Salud y Servicios Humanos por la Ley de Organización del Departamento de Educación (Ley pública 96-88), que el presidente Jimmy Carter firmó como ley el 17 de octubre de 1979.
El Departamento de Educación está administrado por el Secretario de Educación de los Estados Unidos. Cuenta con menos de 4.000 empleados (2018) y un presupuesto anual de 68.000 millones de dólares (2016). El presupuesto de 2019 también apoya 129.800 millones de dólares en nuevas becas, préstamos y ayudas de estudio y trabajo para ayudar a unos 11,5 millones de estudiantes y sus familias a pagar la universidad.
El 11 de marzo de 2025, después de que durante la segunda presidencia de Donald Trump y este fundara el Departamento de Eficiencia Gubernamental, anunció que despediría a casi la mitad de su fuerza laboral. El gobierno de Trump firmó una orden el 20 de marzo de 2025 destinada a cerrar el Departamento de Educación. El departamento no podrá cerrarse sin la aprobación del Congreso, que lo creó. 

## Funciones
Las funciones principales del Departamento de Educación son "establecer la política, administrar y coordinar la mayoría de las ayudas federales a la educación, recopilar datos sobre las escuelas de Estados Unidos y hacer cumplir las leyes educativas federales relativas a la privacidad y los derechos civiles". El Departamento de Educación no crea escuelas o colegios.
A diferencia de los sistemas de la mayoría de los demás países, la educación en Estados Unidos está muy descentralizada, y el gobierno federal y el Departamento de Educación no participan en gran medida en la determinación de los planes de estudio o los estándares educativos (con la excepción de la Ley No Child Left Behind Que Ningún Niño Se Quede Atrás). Esto se ha dejado en manos de los distritos escolares estatales y locales. La calidad de las instituciones educativas y sus títulos se mantiene a través de un proceso privado informal conocido como acreditación, sobre el que el Departamento de Educación no tiene ningún control jurisdiccional público directo.
El Departamento de Educación es miembro del Consejo Interinstitucional de Estados Unidos sobre Personas sin Hogar, y trabaja con socios federales para garantizar una educación adecuada para los jóvenes sin hogar y fugados de casa en Estados Unidos.